# René Waldeck-Rousseau
Pierre Marie René Ernest Waldeck-Rousseau, conegut com a Pierre Waldeck-Rousseau,(Nantes, França, 2 de desembre de 1846 - 10 d'agost de 1904), va ser un polític, advocat i estadista francès, el 67è primer ministre de França.
Elegit diputat el 1879 al departament del Loira Inferior a les llistes del partit de Union républicaine, de caràcter liberal, va ser nomenat ministre de l'interior durant uns mesos a l'hivern de 1881 pel govern de Léon Gambetta, tornant a ocupar el mateix càrrec en el govern de Jules Ferry encara que de manera més prolongada, entre 1883 i 1885. Al capdavant del ministeri, van ser un dels defensors de la llei de llibertat d'associació professionals obreres i patronals votada el 21 de març de 1884. Després de la caiguda del govern Ferry, va retornar a l'exercici de l'advocacia fins i tot que el 1894 es va presentar i va ser elegit senador pel Loira (departament). Candidat el 1895 a la presidència de la III República, va obtenir en la primera votació 184 vots davant 244 per a Félix Faure i 338 d'Henri Brisson, que va comptar amb el suport dels senadors conservadors oposats a Waldeck-Rousseau, encara que en la segona tornada, es va elegir Faure com a president.
Waldeck-Rousseau va contribuir a la constitució del Bloc republicain sent designat a la presidència del consell de ministres el 22 de juny de 1899, en un període d'inestabilitat política i social creat pel controvertit Cas Dreyfus. Al capdavant del seu govern, denominat de défense républicaine en aglutinar personalitats republicanes progressistes, radicals i socialistes com Gaston de Galliffet i Alexandre Millerand, va acumular els càrrecs de ministre de l'interior i de cultes, defensant la revisió del cas Dreyfus en contra dels sectors antisemites de l'exèrcit i dels sectors ultraconservadors i monàrquics de l'Església catòlica. El govern va promulgar l'adopció de lleis socials com la reducció de la jornada de treball a 11 hores i la controvertida del contracte d'associacions, votada l'1 de juliol de 1901. Encara que originari d'una família catòlica, l'adopció d'aquesta llei va ser criticada per les congregacions religioses. Va liderar la coalició d'esquerres que va triomfar en les eleccions legislatives de 1902, però malalt d'un càncer de pàncrees, va haver de dimitir del seu càrrec, i morí més tard.